# 埃里克·塞韦林
埃里克·塞韦林（瑞典語：Erik Severin，1879年7月18日—1942年11月15日），生于斯德哥尔摩，瑞典男子冰壶运动员。他曾代表瑞典参加1924年冬季奥林匹克运动会冰壶比赛，获得一枚银牌。